# William Ray (Sänger)
William B. Ray (* 10. April 1925 in Lexington, Vereinigte Staaten; † 3. Juli 2019) war ein US-amerikanischer Opernsänger (Bariton) an europäischen Opernhäusern und ein Fernsehschauspieler in Deutschland.

## Leben und Wirken
Ray sollte nach dem Wunsch der Familie eigentlich Rechtsanwalt werden, besuchte aber stattdessen ein Konservatorium und nahm nebenher auch noch Schauspielunterricht. Aufgrund eines allgegenwärtigen Rassismus in den Vereinigten Staaten der 1950er Jahre frühzeitig einer Einladung eines Talentsuchers, der ihn an einem Theater in Cleveland singen hörte, nach Europa gegangen, gelang es Ray bald, nach seinem Debüt als Amonasro in einer Aufführung von Verdis Aida unter der Leitung von Georg Solti Verpflichtungen an bedeutenden Opernbühnen (Wien, Hamburg, Mailand, London, Brüssel, Frankfurt am Main sowie am Cuvilliés-Theater in München) zu erlangen und wurde auch als Schauspieler verpflichtet. In deutschen Fernsehspielen der 1960er und frühen 1970er Jahren wurde der afro-amerikanische Sänger immer dann eingesetzt, wenn es galt, Schwarze und „Exoten“ zu besetzen. Während seiner Jahre in Deutschland lebte Ray in Leonberg bei Stuttgart.
1982 kehrte er in die USA zurück, um ab dem September desselben Jahres am Peabody Conservatory of Music der Johns Hopkins University in Baltimore zu unterrichten. 1992 zog er sich zurück, wurde aber sogleich von der Howard University gebeten, dort weiter zu unterrichten. Bis zu seinem endgültigen Rückzug 2002 leitete Ray die dortige Stimmabteilung 2007 wurde William Ray von der National-Opera-Associations-Einrichtung „Lift Every Voice“ mit dem Legacy Award ausgezeichnet, ein Preis, mit dem die künstlerischen Beiträge schwarzer US-Amerikaner im Opernsektor gewürdigt werden sollen. 2009 erhielt der Sänger schließlich Arts Council of Anne Arundel County (Maryland) den Annie Award im Bereich Performing Arts. Der mit einer Sängerin und Musiklehrerin verheiratete William Ray hatte zwei Söhne.

## Filmografie
als Schauspieler
- 1961: Die Verlobung in St. Domingo
- 1963: Die achte Runde
- 1965: Die ehrbare Dame
- 1965: Willkommen in Altamont
- 1966: Mohrenwäsche
- 1968: Der Eismann kommt
- 1970: Der Minister und die Ente
- 1970: Theatergarderobe (TV-Serie, eine Folge)
- 1971: Der Zeuge
- 1972: Tatort: Tote Taube in der Beethovenstraße
- 1974: Der Tod der Schneevögel
- 1975: Derrick (eine Folge)